# Beatragus hunteri
El hirola, antílope de Hunter o damalisco de Hunter (Beatragus hunteri) es una especie de mamífero artiodáctilo de la subfamilia Alcelaphinae. Es la única especie de su género y no se reconocen subespecies. El hirola se encuentra en peligro crítico de extinción y se distribuye en la frontera entre Kenia y Somalia. Es el único miembro existente del género Beatragus. La población mundial de hirola se estima en 300-500 animales, no hay hirola en cautiverio y la población salvaje continúa disminuyendo. Según la Lista Roja de la Unión Internacional para la Conservación de la Naturaleza "La pérdida de Hirola sería la primera extinción de un género de mamíferos en África continental en la historia humana moderna". 

## Descripción
La hirola es un antílope de tamaño mediano, de color tostado a rojizo con partes ligeramente más claras, orejas internas predominantemente blancas y una cola blanca que se extiende hasta los corvejones. Tiene cuernos muy afilados que carecen de un pedículo basal y están surcados a lo largo de tres cuartos de su longitud. A medida que la hirola envejece, su pelaje se oscurece hacia un gris pizarra y aumenta el número de crestas a lo largo de sus cuernos. 
El hirola presenta glándulas suborbitales grandes y oscuras que se usan para marcar sus territorios y les da el nombre de "antílope de cuatro ojos". Tienen anteojos blancos alrededor de los ojos y un galón blanco invertido que corre entre los ojos. Los cuernos, pezuñas, ubres, fosas nasales, labios y puntas de las orejas son negros. Los machos y las hembras se ven similares, aunque los machos son ligeramente más grandes con cuernos más gruesos y abrigos más oscuros. Presenta un característico anteojo facial de color blanco. Mide entre 1,70 a 2,05 m, más de 30 a 35 cm de la cola y su altura en la cruz es de 95 a 110 cm.
Varias fuentes han registrado mediciones precisas tanto de hirola cautiva como salvaje. Los siguientes son valores máximos y mínimos tomados de todas las fuentes: altura en el hombro: 99–125 cm, peso corporal: 73–118 kg, longitud de la cabeza y el cuerpo: 120–200 cm, longitud de la bocina: 44–72 cm, extensión de la bocina (mayor ancho exterior): 15–32 cm, longitud de la cola: 30–45 cm, longitud de la oreja: 19 cm. No se indica si la longitud de la bocina se midió directamente desde la base hasta la punta o a lo largo de la curva de la bocina. No hay datos sobre cuánto tiempo viven los hirola en la naturaleza, pero se sabe que viven en cautiverio durante 15 años. 

## Distribución

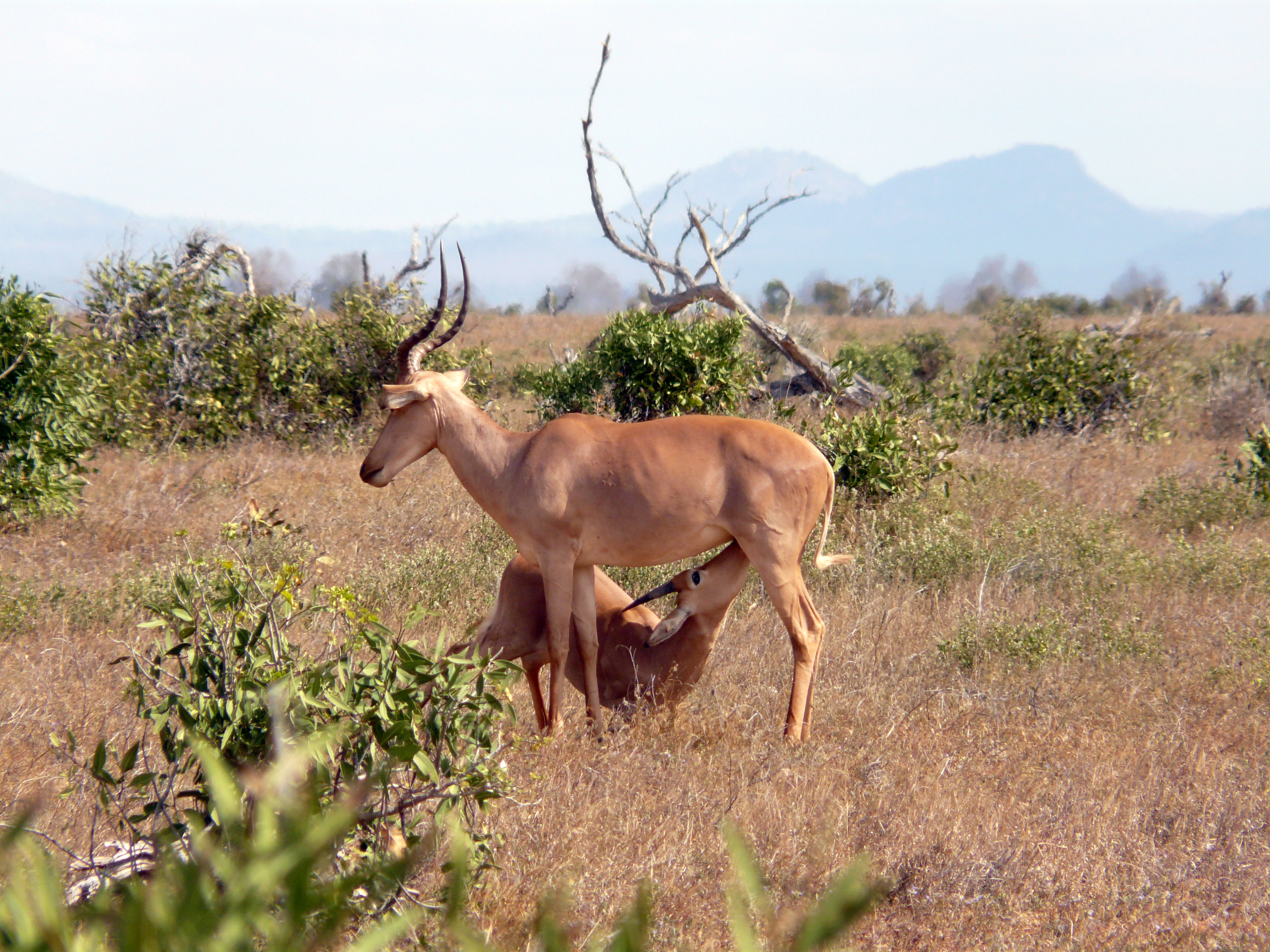
Hirola, Tsavo East National Park, 2011.

Es propio del África oriental, encontrándose únicamente en el noreste de Kenia y el suroeste de Somalia. El rango natural del hirola es un área de no más de 1,500 km² en la frontera entre Kenia y Somalia, pero también hay una población desplazada en el Parque Nacional Tsavo East. La población natural en la década de 1970 era de 10,000 a 15,000 individuos, pero hubo una disminución de 85 a 90% entre 1983 y 1985. Una encuesta realizada en 1995 y 1996 estimó que la población era de entre 500 y 2,000 individuos con 1,300 como el más razonable. estimar. La encuesta más reciente tuvo lugar en 2010 y estimó una población de 402–466 hirola (King et al., 2011).
Se estableció una población translocada en el Parque Nacional Tsavo East de Kenia con translocaciones en 1963 y 1996 (Hofmann, 1996; Andanje y Ottichilo, 1999; Butynski, 1999; Este, 1999). La translocación de 1963 liberó a 30 animales y la primera encuesta en diciembre de 1995 concluyó que había al menos 76 hirola presentes en Tsavo en ese momento. Ocho meses después, otros 29 hirola translocados fueron liberados a Tsavo, de los cuales al menos seis estaban embarazadas en ese momento (Andanje, 1997). Para diciembre de 2000, la población de hirola en Tsavo había regresado a 77 individuos (Andanje, 2002) y para 2011 la población se estimaba en 76 individuos (Probert, 2011; Probert et al., 2014).

## Conservación

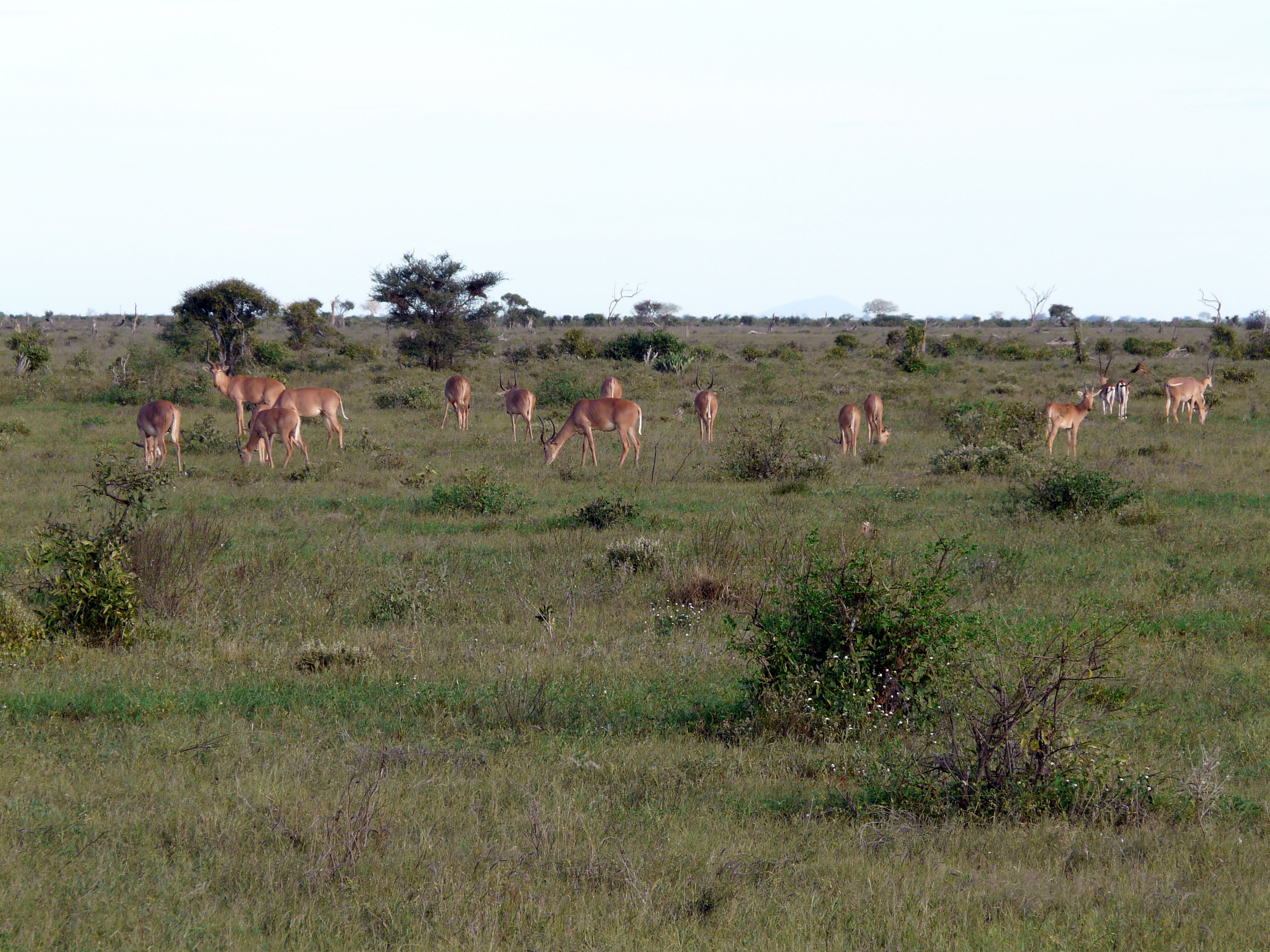
Damaliscus hunteri, Tsavo East National Park, 2011.

Es una de las especies de antílope africano en mayor peligro de extinción. Su número disminuye debido a las devastadoras sequías que sufre la región, a la competencia de la ganadería doméstica vacuna y por la caza descontrolada para conseguir los valiosos cuernos, fuertes y muy estriados, que posee. Hirola está en peligro crítico y su número continúa disminuyendo en la naturaleza. Hay entre 300 y 500 individuos en estado salvaje y ninguno actualmente en cautiverio. 
A pesar de ser uno de los antílopes más raros, las medidas de conservación para el antílope hirola hasta ahora han sido marginales. La reserva nacional de Arawale se creó en 1973 como un pequeño santuario para la hirola, pero no se ha mantenido desde la década de 1980. A finales de 2005, cuatro comunidades locales en el distrito de Ijara, en colaboración con Terra Nuova, desarrollaron y presentaron una propuesta para establecer formalmente la Conservación Ishaqbini Hirola para la protección in situ de la hirola.
En enero de 2010, Northern Rangelands Trust (NRT), Kenya Wildlife Service (KWS) e Ishaqbini Hirola Community Conservancy (IHCC), fueron financiados por el Servicio de Pesca y Vida Silvestre de los Estados Unidos y USAID-Kenia, para realizar una encuesta para estimar la población restante de esta especie en su rango natural. La encuesta encontró solo tres áreas con un número significativo de hirola y se cree que no quedan grandes rebaños o concentraciones significativas de hirola en su rango natural.